# Toribio (güirero)

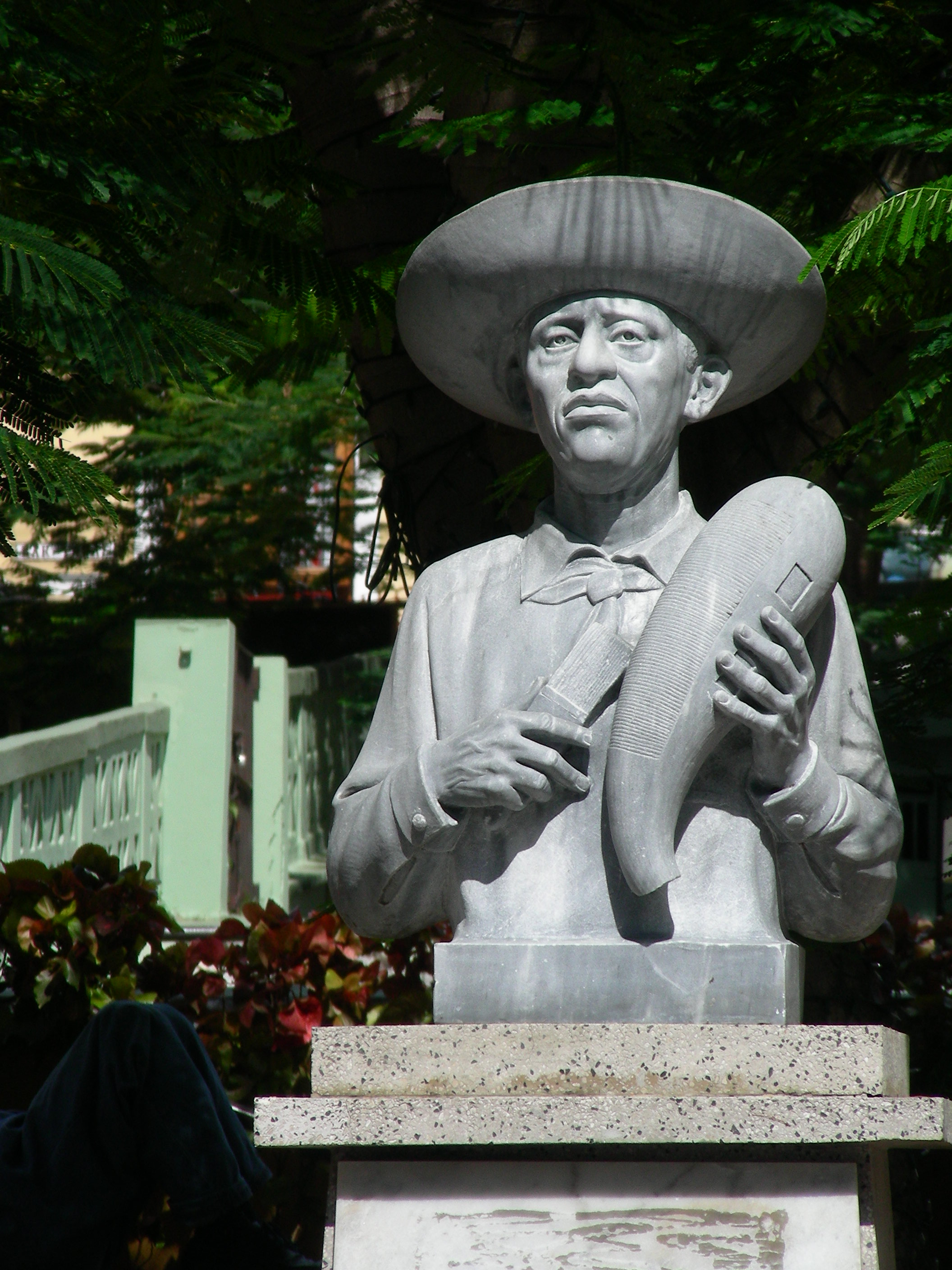
Monumento a Patricio Rijos «Toribio», en San Juan de Puerto Rico

Patricio Rijos Morales, Toribio (1897 - Cataño, Puerto Rico, 1970), «El Rey del Güiro», fue un ejecutante de güiro puertorriqueño.  
En 1914 se unió a la Banda Municipal que entonces dirigía Tizol. Perteneció al conjunto típico del cuatrista Cotto y al Grupo Aurora de «Ladí» Martínez. 
En 1931, Toribio viajó a Nueva York con el grupo de Manuel Jiménez "El Canario". Fue acompañante de la mayoría de los trovadores reconocidos del país (Chuito el de Bayamón, y los hermanos Ramos, entre otros). 
En 1950 el músico Arturo Somohano no dudó en incorporarlo a la Orquesta Sinfónica de Puerto Rico.  Hacia 1965, el sello Alcázar le editó un álbum: “Pregones y música del Viejo San Juan”, en el que es acompañado por un conjunto dirigido por el maestro Somohano.